# Spahbod

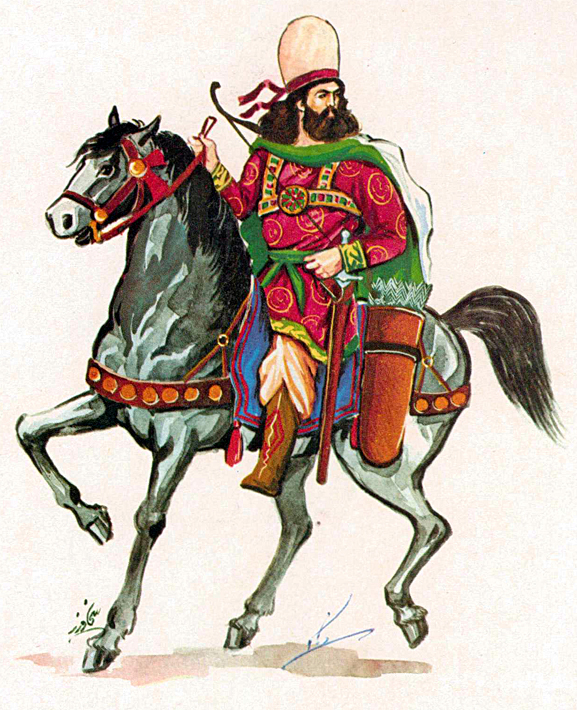
Representación de un spahbod sasánida.

Spahbod o Spahbed (en persa: سپهبد‎, Sepahbod, derivado de las palabras Spah سپه "armas" y bod بد "maestro"), también alternativamente Spah Salar (سپهسالار), era un rango usado en el Imperio parto y más extensamente en el Imperio sasánida. El título continuó utilizándose después de la conquista islámica de Persia entre las dinastías iraníes nativas y también las que estaban bajo influencia persa, tales como los reyes armenios (véase Sparapet) y reinos georgianos.
Se utiliza para designar al oficial militar de mayor rango, pero cuando se emplea con Eran (Irán), Eran Spahbod ايرانسپهبد o Spahbod iraní, es equivalente a mariscal de campo o generalísimo del imperio. Era el cargo más alto después del emperador Shahanshah (rey de reyes) entre los militares. El Spahbod iraní actuaba como comandante en jefe, así como ministro de guerra y negociador jefe de la paz. Pocos spahbods podían mandar a un ejército fiel sin tener a los Marzbanes regionales como mariscales del campo.
Durante la dinastía Pahlavi en el siglo XX, el ejército restauró el uso en sus filas de muchos grados militares antiguos, incluyendo Spahbod. El Spahbod en el ejército del Irán pahlaví era equivalente a comandante.